# Mihai Măniuțiu
Mihai Măniuțiu, né le 30 octobre 1954 à Cluj, en Roumanie, est un dramaturge, théoricien du théâtre et metteur en scène roumain.